# جایزه گلدن گلوب بهترین مجموعه تلویزیونی کوتاه یا فیلم تلویزیونی
جایزه گلدن گلوب بهترین مجموعه تلویزیونی کوتاه یا فیلم تلویزیونی (انگلیسی: Golden Globe Award for Best Miniseries or Television Film) یکی از جوایز سالانه گلدن گلوب است که به بهترین مجموعه تلویزیونی کوتاه یا فیلم تلویزیونی ( تک قسمتی بلند موسوم به تله فیلم ) اهدا می‌شود.

## برندگان و نامزدها

### دهه ۱۹۷۰
بهترین فیلم تلویزیونی
۱۹۷۱: The Snow Goose (ان‌بی‌سی)
- Brian's Song
- دوئل
- خانواده والتون
- The Last Child

۱۹۷۲: That Certain Summer (ای‌بی‌سی)
- Footsteps
- The Glass House
- Kung Fu
- A War of Children

### دهه ۱۹۸۰
بهترین مجموعه تلویزیونی کوتاه یا فیلم تلویزیونی
۱۹۸۰: The Shadow Box (ای‌بی‌سی)
- خاطرات آنه فرانک
- The Ordeal of Dr. Mudd
- Playing for Time
- A Tale of Two Cities

۱۹۸۱: Bill (سی‌بی‌اس) / East of Eden (ای‌بی‌سی) (TIE)
- Masada
- A Long Way Home
- Murder in Texas

۱۹۸۲: Brideshead Revisited (پی‌بی‌اس)
- Eleanor, First Lady of the World
- In the Custody of Strangers
- Two of a Kind
- A Woman Called Golda

۱۹۸۳: The Thorn Birds (ای‌بی‌سی)
- Heart of Steel
- Kennedy
- Who Will Love My Children?
- The Winds of War

۱۹۸۴: Something About Amelia (ای‌بی‌سی)
- The Burning Bed
- The Dollmaker
- Sakharov
- اتوبوسی به نام هوس

۱۹۸۵: The Jewel in the Crown (پی‌بی‌اس)
- Amos
- مرگ فروشنده
- Do You Remember Love?
- An Early Frost

۱۹۸۶: Promise (سی‌بی‌اس)
- Anastasia: The Mystery of Anna
- Christmas Eve
- Nobody's Child
- Peter the Great
- Unnatural Causes

۱۹۸۷: Escape from Sobibor (سی‌بی‌اس) / Poor Little Rich Girl: The Barbara Hutton Story (ان‌بی‌سی) (TIE)
- After the Promise
- Echoes in the Darkness
- Foxfire

۱۹۸۸: جنگ و یادبود (ای‌بی‌سی)
- Hemingway
- Jack the Ripper
- The Murder of Mary Phagan
- The Tenth Man

۱۹۸۹: Lonesome Dove (سی‌بی‌اس)
- I Know My First Name is Steven
- My Name Is Bill W.
- Roe v. Wade
- Small Sacrifices

### دهه ۱۹۹۰
۱۹۹۰: Decoration Day (ان‌بی‌سی)
- Caroline?
- Family of Spies
- The Kennedys of Massachusetts
- شبح اپرا

۱۹۹۱: One Against the Wind (ای‌بی‌سی)
- In a Child's Name
- The Josephine Baker Story
- Sarah, Plain and Tall
- Separate but Equal

۱۹۹۲: Sinatra (سی‌بی‌اس)
- Citizen Cohn
- Jewels
- Miss Rose White
- Stalin

۱۹۹۳: Barbarians at the Gate (اچ‌بی‌او)
- And the Band Played On
- Columbo: It's All in the Game
- Gypsy
- Heidi

۱۹۹۴: The Burning Season (اچ‌بی‌او)
- Fatherland
- The Return of the Native
- Roswell
- White Mile

۱۹۹۵: Indictment: The McMartin Trial (اچ‌بی‌او)
- شهروند مجهول
- The Heidi Chronicles
- Serving in Silence: The Margarethe Cammermeyer Story
- Truman

۱۹۹۶: راسپوتین: بنده شریر سرنوشت (اچ‌بی‌او)
- Crime of the Century
- گوتی
- Hidden in America
- If These Walls Could Talk
- Losing Chase

۱۹۹۷: جورج والاس (تی‌ان‌تی)
- ۱۲ مرد خشمگین
- Don King: Only in America
- Miss Evers' Boys
- The Odyssey

۱۹۹۸: From the Earth to the Moon (اچ‌بی‌او)
- The Baby Dance
- جیا
- مرلین
- The Temptations

۱۹۹۹: آر کی او ۲۸۱ (اچ‌بی‌او)
- Dash and Lilly
- Introducing Dorothy Dandridge
- Joan of Arc
- Witness Protection

### دهه ۲۰۰۰
۲۰۰۰: Dirty Pictures (شوتایم)
- Fail Safe
- برای عشق یا کشور: داستان آرتورو ساندووال
- Nuremberg
- On the Beach

۲۰۰۱: جوخه برادران (اچ‌بی‌او)
- آنه فرانک: تمام داستان
- Conspiracy
- Life with Judy Garland: Me and My Shadows
- Wit

۲۰۰۲: The Gathering Storm (اچ‌بی‌او)
- Live from Baghdad
- راهی به سوی جنگ
- Shackleton
- Taken

۲۰۰۳: فرشتگان در آمریکا (اچ‌بی‌او)
- My House in Umbria
- Normal
- Soldier's Girl
- The Roman Spring of Mrs. Stone

۲۰۰۴: زندگی و مرگ پیتر سلرز (اچ‌بی‌او)
- American Family: Journey of Dreams
- فرشته‌های آرواره آهنین
- The Lion in Winter
- Something the Lord Made

۲۰۰۵: Empire Falls (اچ‌بی‌او)
- Into the West
- Lackawanna Blues
- Sleeper Cell
- Viva Blackpool
- Warm Springs

۲۰۰۶: Elizabeth I (اچ‌بی‌او)
- Bleak House
- Broken Trail
- Mrs. Harris
- Prime Suspect: The Final Act

۲۰۰۷: Longford (اچ‌بی‌او)
- Bury My Heart at Wounded Knee
- The Company
- Five Days
- The State Within

۲۰۰۸: جان آدامز (اچ‌بی‌او)
- Bernard and Doris
- Cranford
- A Raisin in the Sun
- بازشماری

۲۰۰۹: Grey Gardens (اچ‌بی‌او)
- Georgia O'Keeffe
- Into the Storm
- دوریت کوچک
- Taking Chance

### دهه ۲۰۱۰
- ۲۰۱۰: کارلوس
- اقیانوس آرام
- The Pillars of the Earth
- تمپل گراندین
- تو جک را نمی‌شناسی

- ۲۰۱۱: دانتون ابی
- Cinema Verite
- ساعت
- میلدرد پیرس
- بزرگتر از آن که ورشکست شود

- ۲۰۱۲: تغییر بازی
- The Girl
- خانواده هتفیلد و مک‌کوی
- ساعت
- جانوران سیاسی

- ۲۰۱۳: پشت چلچراغ
- داستان ترسناک آمریکایی: محفل
- Dancing on the Edge
- بالای دریاچه
- The White Queen

- ۲۰۱۴: فارگو
- ازدست‌رفته
- قلب طبیعی
- آلیو کیتریج
- کارآگاه حقیقی

- ۲۰۱۵: Wolf Hall
- جرم آمریکایی
- داستان ترسناک آمریکایی: هتل
- فارگو
- Flesh & Bone

- ۲۰۱۶: مردم علیه او. جی. سیمپسون: داستان جنایی آمریکایی
- جرم آمریکایی
- متصدی لباس
- مدیر شب
- آن شب

- ۲۰۱۷: دروغ‌های کوچک بزرگ 
  - فارگو
  - Feud: Bette and Joan
  - گناهکار
  - بالای دریاچه

- ۲۰۱۸: ترور جانی ورساچه: داستان جنایی آمریکایی 
  - روان‌پزشک
  - فرار به دانمورا
  - چیزهای تیز
  - رسوایی‌ای بس انگلیسی

- ۲۰۱۹: چرنوبیل 
  - تبصره۲۲
  - فاسی/وردون
  - بلندترین صدا
  - باورنکردنی

### دهه ۲۰۲۰
- ۲۰۲۰: گامبی وزیر 
  - مردم عادی
  - اسمال اکس
  - فروپاشی
  - ناراست‌کیش

- ۲۰۲۱: راه آهن زیرزمینی 
  - دوپسیک
  - Imperican: American Crime Stort
  - خدمتکار
  - میر اهل ایست‌تاون

- ۲۰۲۲: نیلوفر آبی سفید (مجموعه تلویزیونی) 
  - پرنده سیاه (مینی‌سریال)
  - دامر – هیولا: داستان جفری دامر
  - دراپ‌اوت (مینی‌سریال)
  - پم و تامی

## مجموع جوایز براساس شبکه
- اچ‌بی‌او – ۱۷
- ای‌بی‌سی – ۷
- سی‌بی‌اس – ۵
- پی‌بی‌اس – ۴
- ان‌بی‌سی – ۳
- اف‌ایکس – ۲
- شوتایم – ۱
- ساندنس چنل – ۱
- تی‌ان‌تی – ۱